# El-Geneina
 (mai 2017).
Si vous disposez d'ouvrages ou d'articles de référence ou si vous connaissez des sites web de qualité traitant du thème abordé ici, merci de compléter l'article en donnant les références utiles à sa vérifiabilité et en les liant à la section « Notes et références ».
El-Geneina ou Geneina, est la capitale du Darfour-Occidental, province la plus occidentale du Darfour. C'est aussi le chef-lieu de la région de la tribu Massalit, et on y trouve le bureau du wali (gouverneur), le commandement de la région militaire et la grande maison de la famille du sultan des Massalits « Bahreddine ».

## Géographie
El-Geneina, est une ville frontalière avec le Tchad où cette zone est animée par les nomades, éleveurs de bétail et les commerçants. La région a connu une grande prospérité en temps de paix avant la guerre civile tchadienne et ses effets négatifs sur tout le Darfour dont El-Geneina et les régions avoisinantes.

## Administration et équipements
El-Geneina comprend des écoles secondaires et une université, un stade et un hôpital en plus d’un nouvel aéroport, ses quartiers les plus connus sont Ezzuhur, Erread, El Medaress et El-Shati. 
Traversée par la vallée de « kaja », la ville est connue pour ses mangues. El-Geneina est aussi connue pour ses dunes de sable et la richesse de sa faune.